# Fontaines-d'Ozillac
Pour les articles homonymes, voir Fontaines.
Fontaines-d'Ozillac est une commune du Sud-Ouest de la France située dans le département de la Charente-Maritime, en région Nouvelle-Aquitaine.
Ses habitants sont appelés les Fontainois et les Fontainoises.

## Géographie
Fontaines-d'Ozillac est une des étapes d'un sentier de grande randonnée balisé, le GR 360.

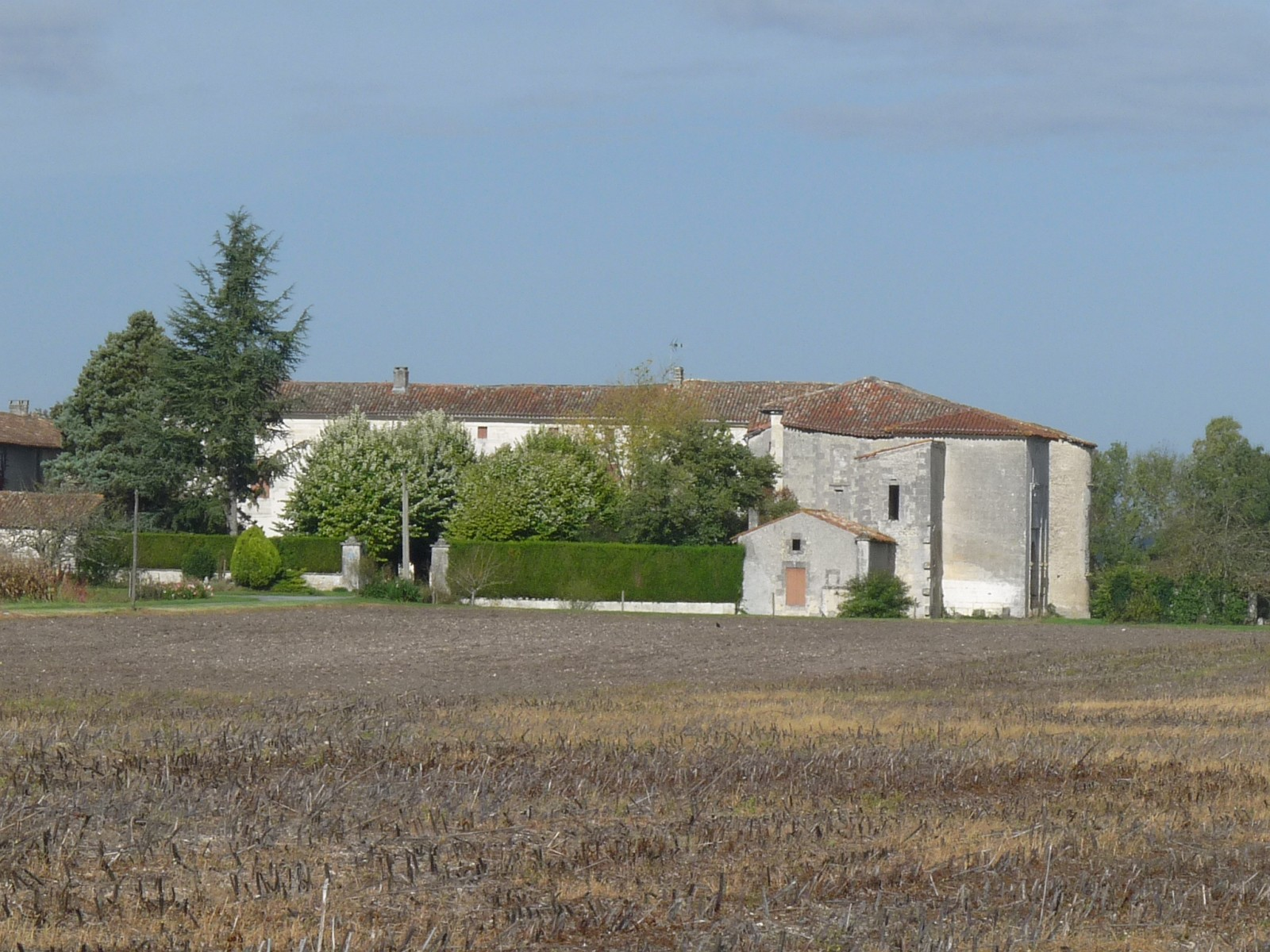
Vue depuis la route de Saint-Médard.

### Communes limitrophes
|             | Ozillac               | Saint-Médard |
| Villexavier | Fontaines-d'Ozillac   | Léoville     |
|             | Tugéras-Saint-Maurice | Chaunac      |

## Urbanisme

### Typologie
Au 1er janvier 2024, Fontaines-d'Ozillac est catégorisée commune rurale à habitat dispersé, selon la nouvelle grille communale de densité à 7 niveaux définie par l'Insee en 2022.
Elle est située hors unité urbaine. Par ailleurs la commune fait partie de l'aire d'attraction de Jonzac, dont elle est une commune de la couronne,. Cette aire, qui regroupe 35 communes, est catégorisée dans les aires de moins de 50 000 habitants,.

### Occupation des sols
L'occupation des sols de la commune, telle qu'elle ressort de la base de données européenne d’occupation biophysique des sols Corine Land Cover (CLC), est marquée par l'importance des territoires agricoles (89,3 % en 2018), une proportion sensiblement équivalente à celle de 1990 (89,4 %). La répartition détaillée en 2018 est la suivante : 
terres arables (78,8 %), forêts (10,6 %), zones agricoles hétérogènes (10,5 %), zones urbanisées (0,2 %). L'évolution de l’occupation des sols de la commune et de ses infrastructures peut être observée sur les différentes représentations cartographiques du territoire : la carte de Cassini (XVIIIe siècle), la carte d'état-major (1820-1866) et les cartes ou photos aériennes de l'IGN pour la période actuelle (1950 à aujourd'hui).

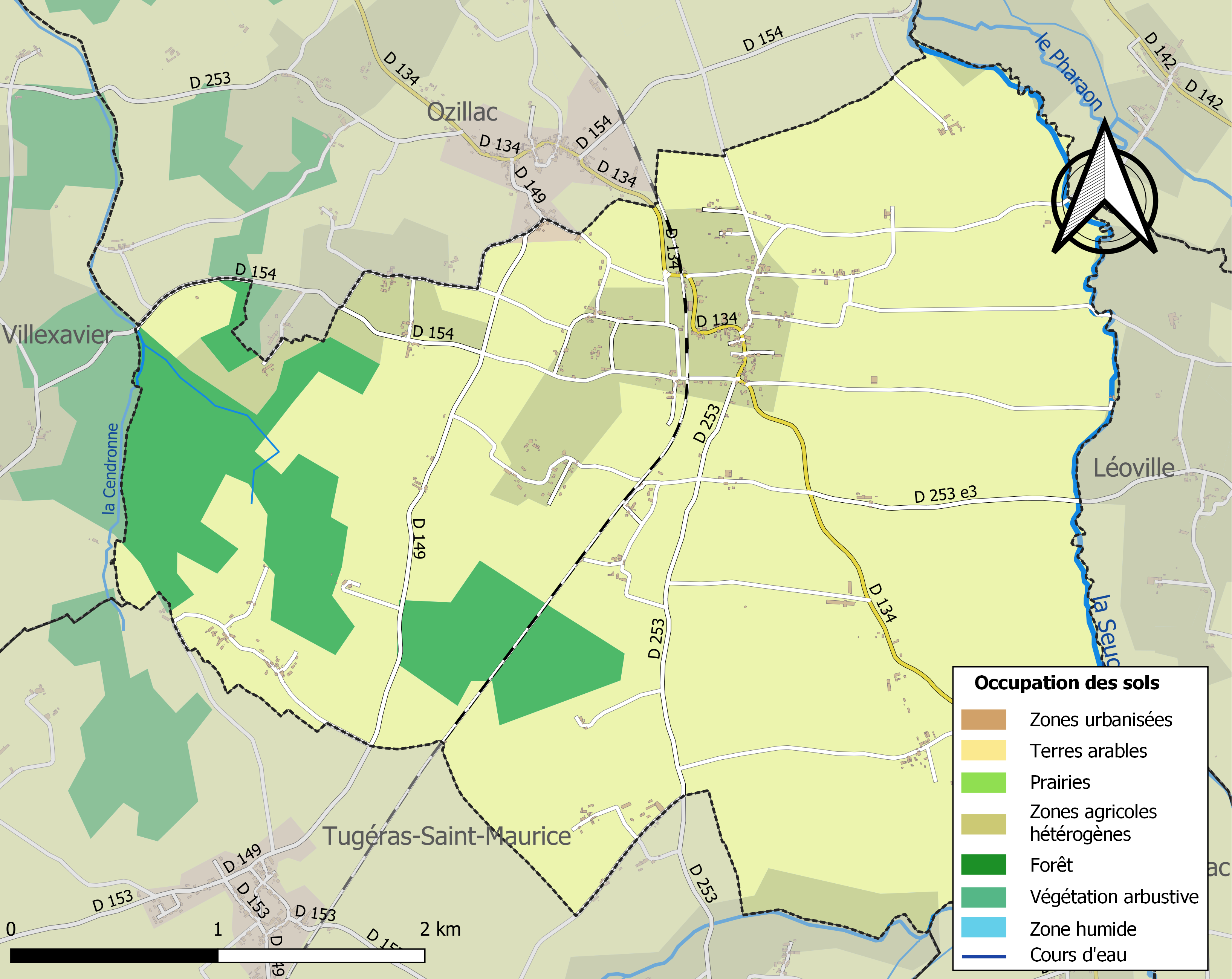
Carte des infrastructures et de l'occupation des sols de la commune en 2018 (CLC).

### Risques majeurs
Le territoire de la commune de Fontaines-d'Ozillac est vulnérable à différents aléas naturels : météorologiques (tempête, orage, neige, grand froid, canicule ou sécheresse), inondations, mouvements de terrains et séisme (sismicité faible). Il est également exposé à un risque technologique, le transport de matières dangereuses. Un site publié par le BRGM permet d'évaluer simplement et rapidement les risques d'un bien localisé soit par son adresse soit par le numéro de sa parcelle.

#### Risques naturels
Certaines parties du territoire communal sont susceptibles d’être affectées par le risque d’inondation par débordement de cours d'eau, notamment la Laurençanne et la Seugne. La commune a été reconnue en état de catastrophe naturelle au titre des dommages causés par les inondations et coulées de boue survenues en 1982, 1999 et 2010,.

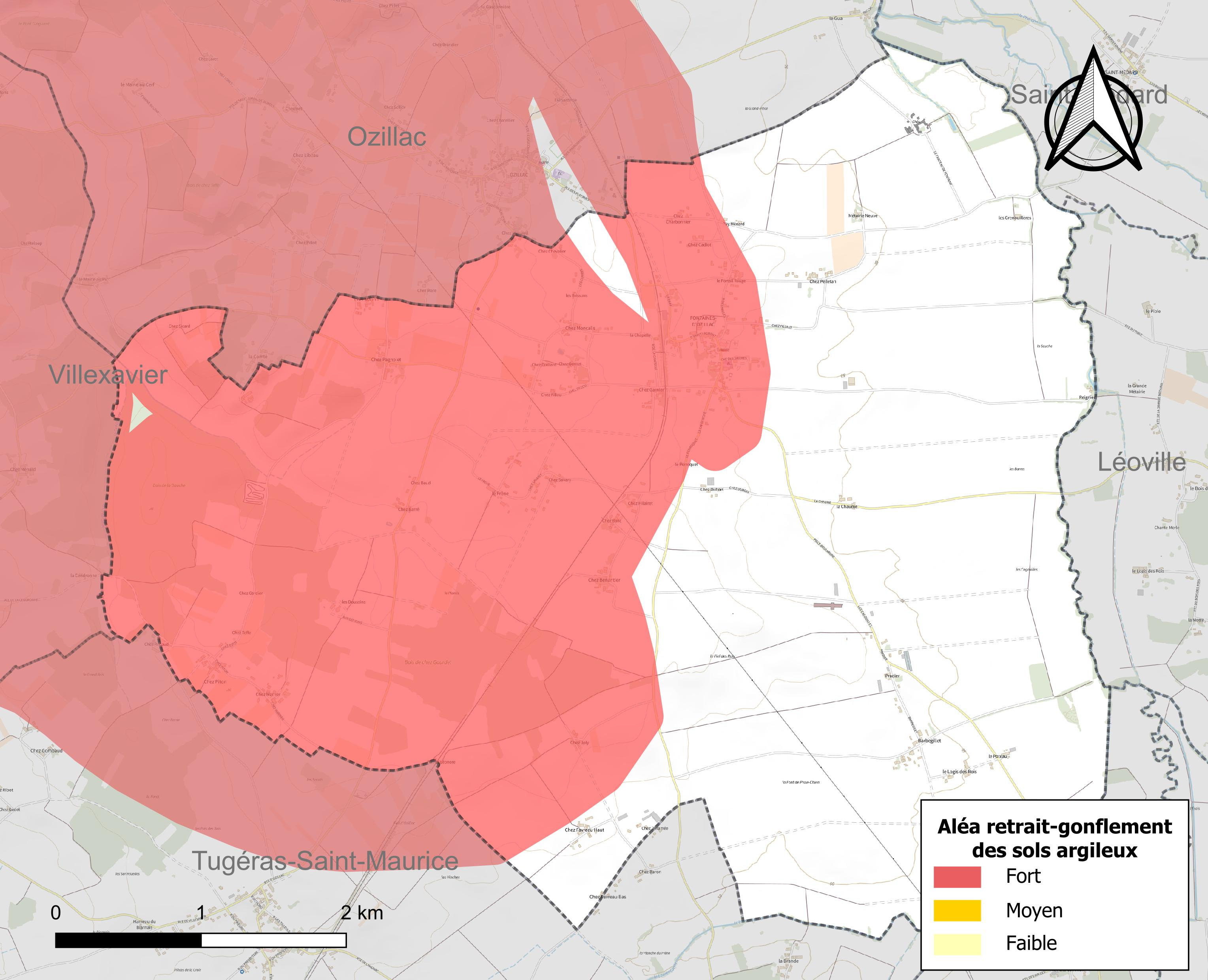
Carte des zones d'aléa retrait-gonflement des sols argileux de Fontaines-d'Ozillac.

Les mouvements de terrains susceptibles de se produire sur la commune sont des tassements différentiels.
Le retrait-gonflement des sols argileux est susceptible d'engendrer des dommages importants aux bâtiments en cas d’alternance de périodes de sécheresse et de pluie. 47,1 % de la superficie communale est en aléa moyen ou fort (54,2 % au niveau départemental et 48,5 % au niveau national). Sur les 246 bâtiments dénombrés sur la commune en 2019, 180 sont en aléa moyen ou fort, soit 73 %, à comparer aux 57 % au niveau départemental et 54 % au niveau national. Une cartographie de l'exposition du territoire national au retrait gonflement des sols argileux est disponible sur le site du BRGM,.
Par ailleurs, afin de mieux appréhender le risque d’affaissement de terrain, l'inventaire national des cavités souterraines permet de localiser celles situées sur la commune.
Concernant les mouvements de terrains, la commune a été reconnue en état de catastrophe naturelle au titre des dommages causés par la sécheresse en 1989, 2003 et 2005 et par des mouvements de terrain en 1999 et 2010.

#### Risques technologiques
Le risque de transport de matières dangereuses sur la commune est lié à sa traversée par une ou des infrastructures routières ou ferroviaires importantes ou la présence d'une canalisation de transport d'hydrocarbures. Un accident se produisant sur de telles infrastructures est susceptible d’avoir des effets graves sur les biens, les personnes ou l'environnement, selon la nature du matériau transporté. Des dispositions d’urbanisme peuvent être préconisées en conséquence.

## Toponymie
Fontaines d'Ozillac est issu de la présence de sources à proximité du bourg originel, et de la dépendance au bourg voisin d'Ozillac.

## Administration

### Liste des maires

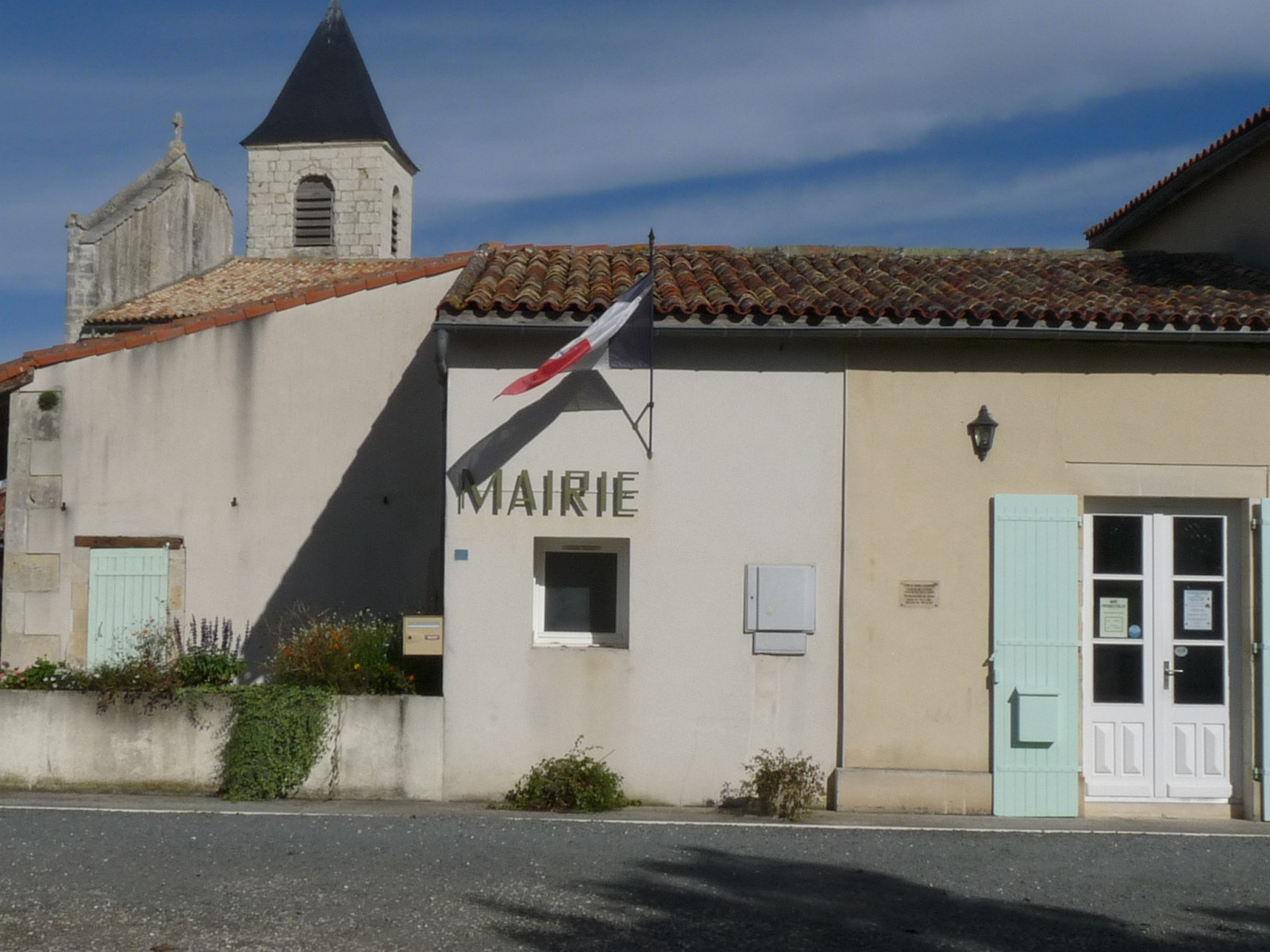
La mairie.

| Période                                  | Période  | Identité                 | Étiquette | Qualité                         |
| ---------------------------------------- | -------- | ------------------------ | --------- | ------------------------------- |
| 1995                                     | en cours | Marie-Danielle Giraudeau | DVD       | Professeur des écoles retraitée |
| Les données manquantes sont à compléter. |          |                          |           |                                 |

## Population et société

### Démographie

#### Évolution démographique
L'évolution du nombre d'habitants est connue à travers les recensements de la population effectués dans la commune depuis 1793. Pour les communes de moins de 10 000 habitants, une enquête de recensement portant sur toute la population est réalisée tous les cinq ans, les populations de référence des années intermédiaires étant quant à elles estimées par interpolation ou extrapolation. Pour la commune, le premier recensement exhaustif entrant dans le cadre du nouveau dispositif a été réalisé en 2005.

En 2022, la commune comptait 511 habitants, en évolution de −0,97 % par rapport à 2016 (Charente-Maritime : +4,04 %, France hors Mayotte : +2,11 %).
| 1793 | 1800 | 1806 | 1821 | 1831 | 1836 | 1841 | 1846 | 1851 |
| ---- | ---- | ---- | ---- | ---- | ---- | ---- | ---- | ---- |
| 815  | 810  | 590  | 779  | 907  | 861  | 826  | 853  | 879  |

| 1856 | 1861 | 1866 | 1872 | 1876 | 1881 | 1886 | 1891 | 1896 |
| ---- | ---- | ---- | ---- | ---- | ---- | ---- | ---- | ---- |
| 875  | 854  | 814  | 761  | 750  | 736  | 711  | 626  | 604  |

| 1901 | 1906 | 1911 | 1921 | 1926 | 1931 | 1936 | 1946 | 1954 |
| ---- | ---- | ---- | ---- | ---- | ---- | ---- | ---- | ---- |
| 585  | 599  | 552  | 545  | 527  | 572  | 464  | 476  | 472  |

| 1962 | 1968 | 1975 | 1982 | 1990 | 1999 | 2005 | 2006 | 2010 |
| ---- | ---- | ---- | ---- | ---- | ---- | ---- | ---- | ---- |
| 437  | 442  | 378  | 329  | 370  | 394  | 448  | 460  | 508  |

| 2015 | 2020 | 2022 | - | - | - | - | - | - |
| ---- | ---- | ---- | - | - | - | - | - | - |
| 513  | 511  | 511  | - | - | - | - | - | - |

## Lieux et monuments
- Église Saint-Martin de Fontaines-d'Ozillac. Église du XIIe siècle endommagée lors des guerres de Religion. Elle est remarquable pour son portail roman à trois voussures décorées avec monstres, oiseaux, anges et chevaliers. Elle est classée monument historique depuis 2002[18].
- Chapelle Notre-Dame-de-la-Pitié. Cette petite chapelle située au milieu des champs est érigée lors de la disette de 1693-1694, qui provoque la mort de 112 habitants du village[19]. Très modeste par ses dimensions (à peine 30 mètres de long), elle présente une façade en moellons ornée d'une frise à denticules et de pilastres ainsi qu'un campanile. Un temps menacée, elle est restaurée par la Sauvegarde de l'Art français[20].
- Tumuli du Fief des Rois : les photographies aériennes laissent apparaître des tracés de tumuli formant une nécropole[21].

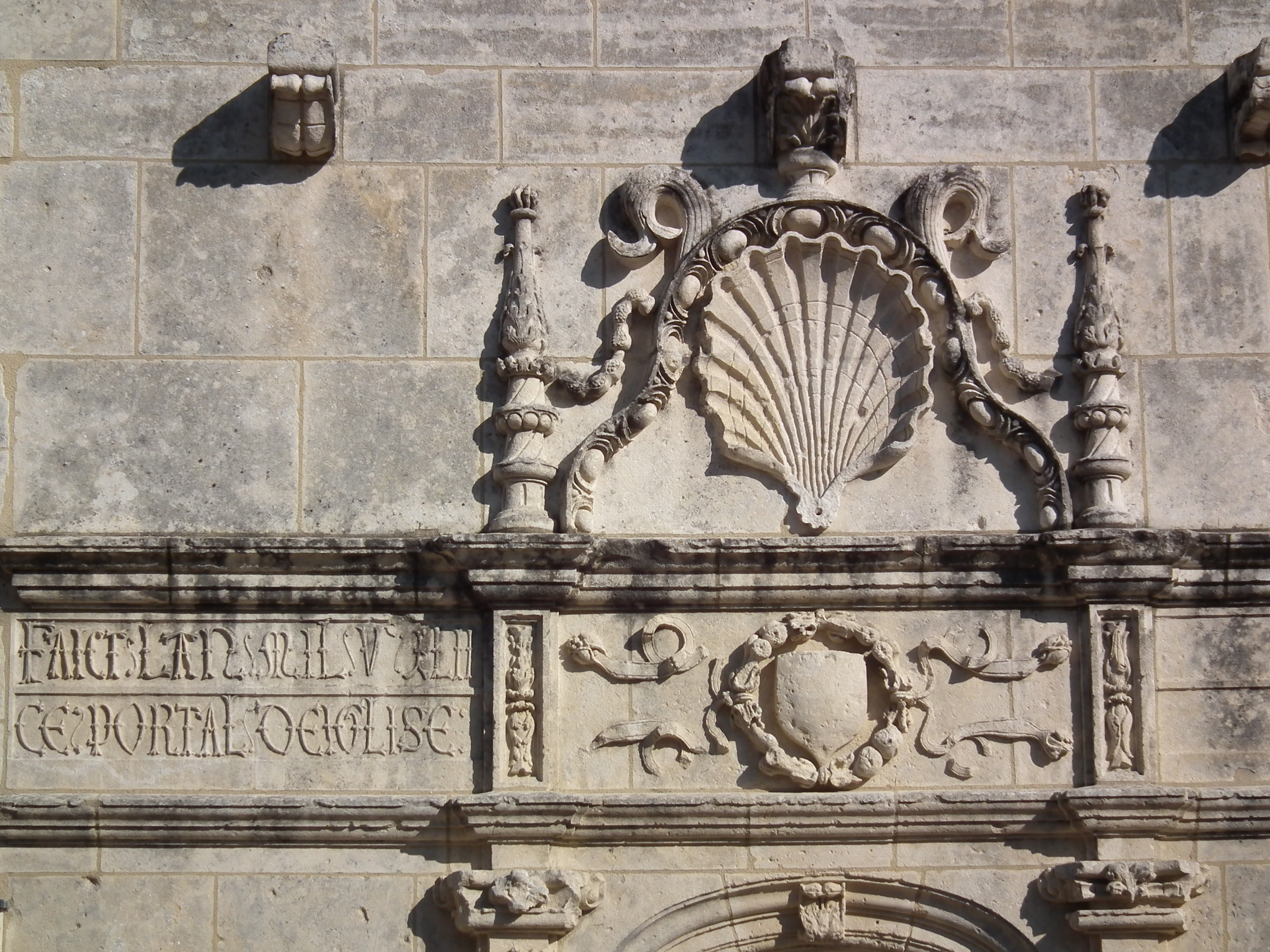
Détail de la façade de l'église.
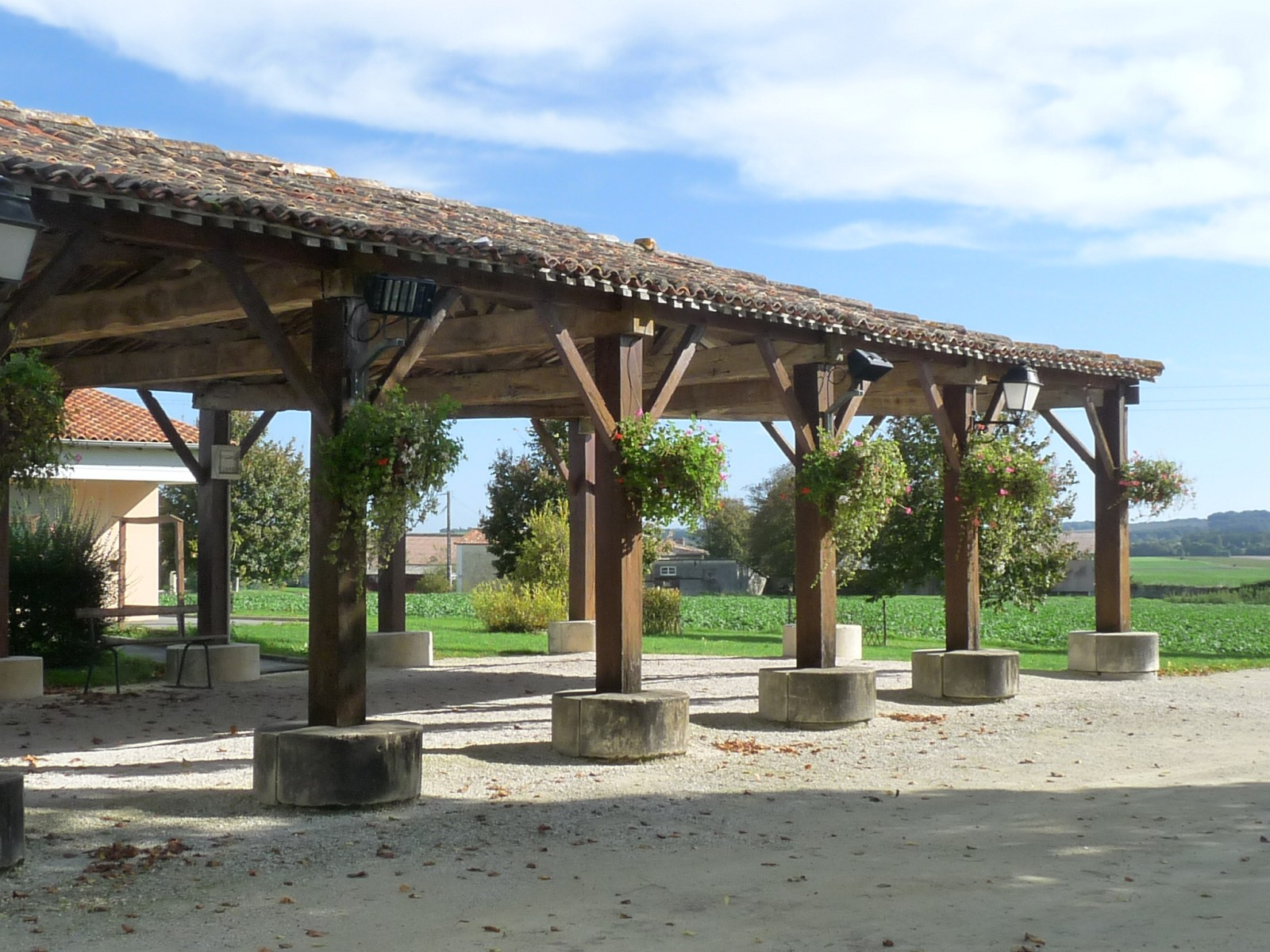
Les halles.
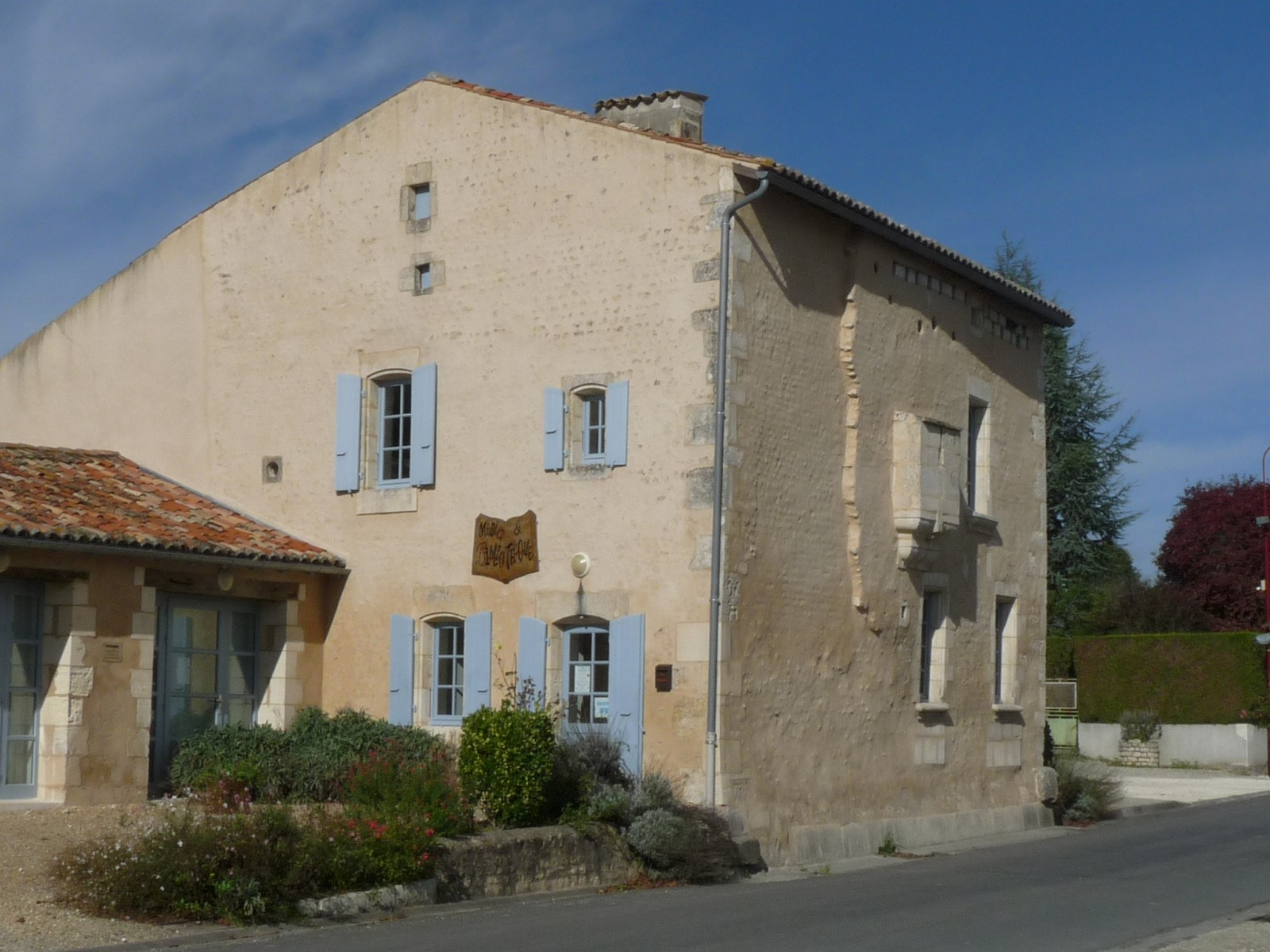
La bibliothèque municipale, dans une maison ancienne.